# Fonds immobilier
Un fonds immobilier est un fonds, généralement totalement privé et collectif, investissant de l'argent (d'actionnaires ou d'autres types d'investisseurs, même le financement participatif étant possible) dans la construction, l'achat-vente et/ou la location immobilière et/ou dans la spéculation immobilière et parfois foncière et financière.

C'est une catégorie de placements plus ou moins encadrée selon les pays par des législations nationales et/ou locales. En France on parle de fonds de placement immobilier (FPI - SCPI) quand le fonds est constitué d'au moins 60 % d'actifs immobiliers, qu'ils soient détenus directement ou indirectement).

## Histoire
Les « fonds immobiliers » se sont rapidement développés dans le monde depuis la fin du XXe siècle où l'on a observé une tendance à la financiarisation du secteur de l'immobilier, notamment aux États-Unis et en Europe.
Aux États-Unis, un grand nombre de ces fonds ont agressivement beaucoup gagné d'argent et d'actifs en profitant du Krach immobilier américain des années 2000, et en particulier de la crise de 2007. En décembre 2021, les Panama Papers ont révélé la stratégie de l'un de ces fonds : Progress Residential, fondé par Donald R. Mullen (plus connu sous le nom de « Don Mullen »), qui a fait fortune avec le « big short » de Goldman Sachs où il travaillait à l'époque.
Ces fonds sont détenus par des propriétaires multi-millionnaires ou milliardaires qui ont fait d'énormes bénéfices en lui permettant d'acheter des dizaines de milliers d'appartements, de pavillons individuels et des mobil-homes que les propriétaires ne pouvaient plus finir de payer à cause de la crise des supprimes, pour ensuite les louer à des prix lucratifs pour les fonds immobiliers. Le nombre de fonds immobiliers de ce type, dans le monde, a rapidement progressé, passant de 124 en 1983 à 431 en 1995 (Eichholtz, Koedijk, 1996) pour atteindre le millier en 2002 et bien plus en 2020. Au tout début du XXIe siècle (2002), 40 % environ de ces fonds étaient actifs en Europe, un tiers en Asie et un peu plus de 20 % en Amérique du Nord. 50 % environ de ces fonds étaient diversifiée (c’est-à-dire investis à plus de 60 % au maximum dans un même type d’immobilier ; environ 20 % étaient spécialisés dans l'immobilier commercial, 16 % dans l’immobilier résidentiel et 11 % dans l'immobilier de bureaux.
Aux États-Unis, depuis le Krach de 2000, ces fonds tendent à acquérir une « position concurrentielle forte » presque monopolistique, obligeant les familles de classe moyenne souhaitant habiter dans un pavillon de banlieue, à se plier aux hausses de loyer jugées par beaucoup injustifiables et injustes, des services de mauvaise qualité en termes d'entretien et des frais excessifs (y compris des frais d’expulsion).

## Typologies
Deux grands types de fonds immobiliers coexistent
1. des sociétés d’investissement (investment companies), dont l'une des formes nouvelles peut être le financement participatif (ainsi : en France, au premier semestre 2019, au moins 129 millions d’euros ont été collectés (+108 %) pour financer 214 projets (+70 %) sur le marché du prêt par financement participatif immobilier, selon une étude publiée le 9 juillet par Fundimmo, plate-forme française de financement participatif immobilier, basée sur les données fournies par 28 acteurs du secteur[5].
2. des sociétés destinées à générer des plus-values (les developers–traders).

Au tout début des années 2000, dans certains pays, ces fonds n'opèrent dans le secteur des biens immobiliers nationaux (ex. : en Suisse), mais ailleurs (aux Pays-Bas par exemple) ils opèrent dans le monde entier et nationalement.

Certains n’investissent que dans l’immobilier résidentiel, que dans le locatif ou que dans l’immobilier commercial ou d’entreprise et d’autres ont un portefeuille, concernant tout ou partie de ces sous-domaines.
Dans certains pays (ex. : en Allemagne), ces fonds immobiliers ont été encouragés par des exonérations d'impôt.

## En France
Parmi les fonds immobiliers, on trouve dans ce pays trois principaux types de fonds/sociétés : 
- Société civile de placement immobilier (on distingue les SCPI de rendement, fiscale ou de plus-value), accessibles à tous les investisseurs et gérés par une société de gestion.
- Organisme de placement collectif en immobilier (OPCI), composée à minima de 60 % d'immobilier physique (le reste étant généralement constitué d'actions ou de liquidités) ; obligatoirement agréé par l’Autorité des marchés financiers et accessibles à tous les investisseurs.
- Organisme professionnel de placement collectif en immobilier (OPPCI), obligatoirement agréé par l’Autorité des marchés financiers, et exclusivement accessible aux investisseurs professionnels.
- autres fonds d'investissement alternatif en immobilier, non-agréés par l’Autorité des marchés financiers mais devant néanmoins lui être déclarés.